# Death to Squishies
"Death to Squishies" är en sång som framförs av Courtney Gears (Melissa Disney) i tv-spelet Ratchet & Clank 3 och är skriven av David Bergeaud och Niels Bye Nielsen. Squishi är en ort i Kina.